# ソプタン山

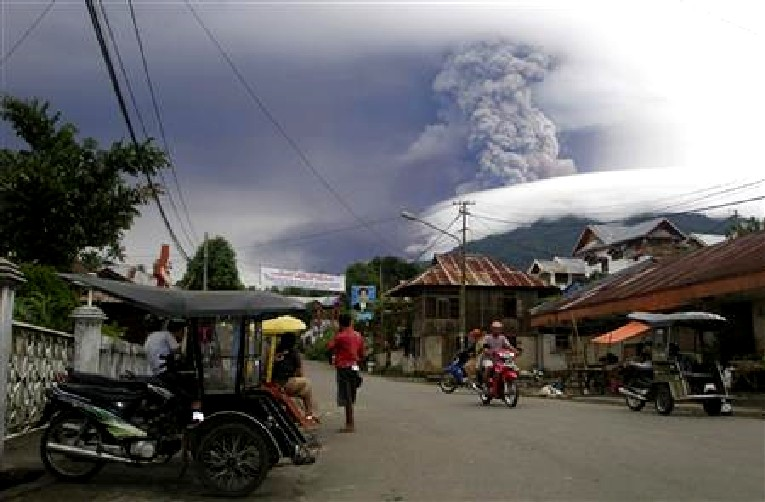
噴火するソプタン山。2008年6月7日。

ソプタン山（ソプタンさん、インドネシア語: Gunung Soputan）は、インドネシアのスラウェシ島の北東部に位置する、標高 1,784m (5,853 ft) の活火山。地質学的には新しい安山岩質の成層火山であり、円錐丘には植生がほとんどなく、おもに安山岩と玄武岩から成っている。ソプタン山の位置は、第四紀に形成されたトンダノ・カルデラの南縁にあたる。この火山は、スラウェシ島における最も活発に活動している火山のひとつであり、過去600年間に40回の噴火が確認されている。典型的な噴火の形態は、火砕流、溶岩流、溶岩円頂丘の形成、ストロンボリ式噴火などをともなうものとなる。

## 噴火
歴史的に記録されてきた噴火は、頂上火口や、北東の山腹に1906年に形成されたアエセプット (Aeseput) 噴火口で起こっている。これまでの噴火は、1450年、1785年、1819年、1833年、1845年、1890年、1901年、1906年、1907年、1908-2009年、1910年、2011-12年、1913年、1915年、1917年、1923–24年、1947年、1953年、1966–67年、1968年、1970年、1971年、1973年、1982年、1984年、1985年、1989年、1991-96年、2000–03年、2004年、2005年、2005–06年、2006年、2007年、2008年、2011年、2012年、2015年、2016年、2018年に記録されている。
2008年6月6日の朝、ソプタン山は噴火し、火砕流は斜面を4 km down流れ下り、火山灰は上空2 kmまで噴き上げられた。
2011年7月2日、21:03 UTC における噴火では、噴煙が上空 5,000mに達した。
2015年1月6日には、爆発によって頂上部の溶岩円頂丘の一部が崩壊して噴火が始まり、火砕流が西側斜面を流れ下った。
2016年1月4日の爆発では、火山灰が上空2000mに達し、当局は、火山から 4 km の範囲を立ち入り禁止とした。資料によっては噴煙の高さは上空12km以上に達したともいう。
2018年10月3日の噴火では、上空6,000m (19,700ft) に及ぶ巨大な噴煙柱が形成された。この噴火は、大きな津波被害をともなったスラウェシ島地震から1週間足らずで発生した。

## ギャラリー

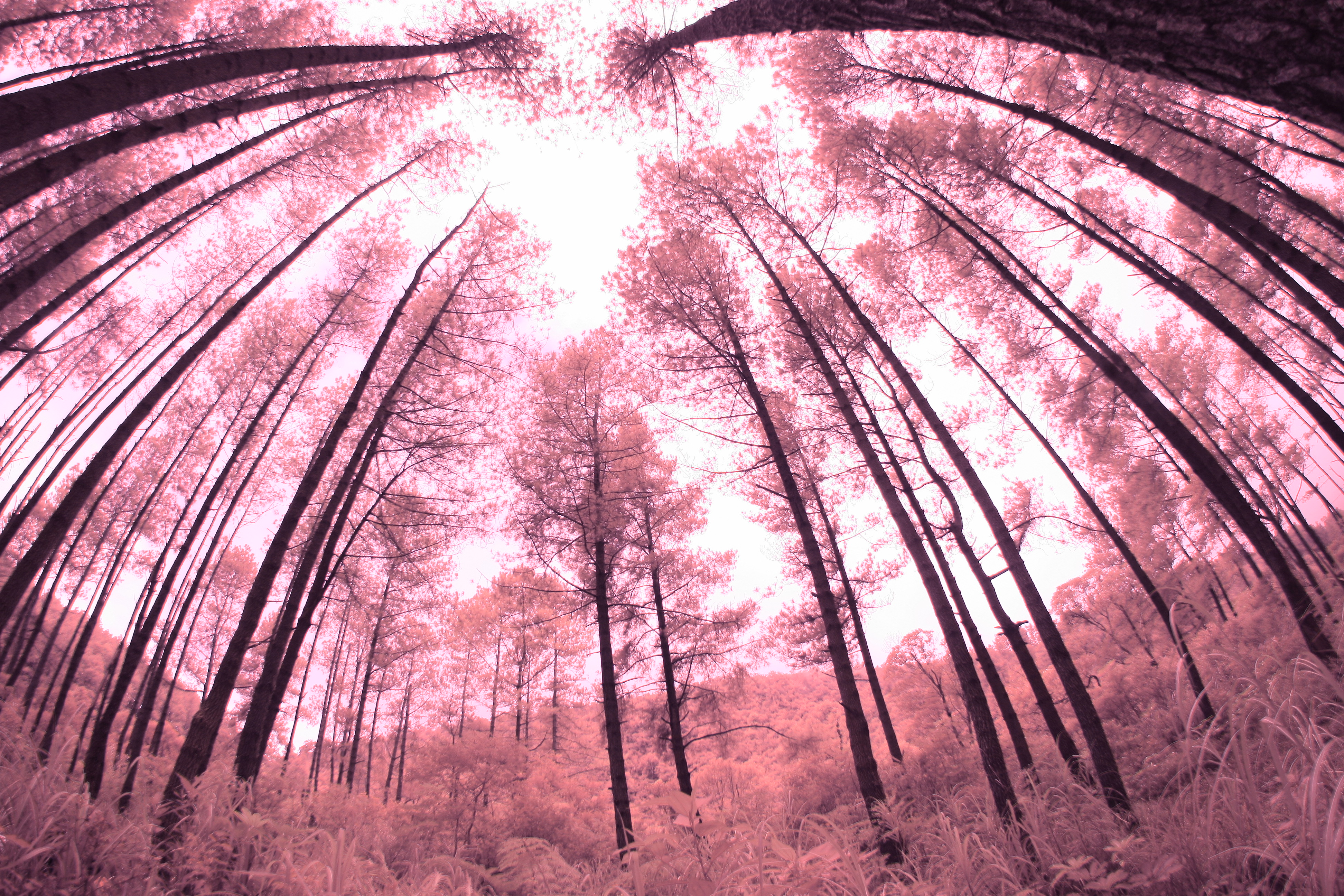
ソプタン山の松林
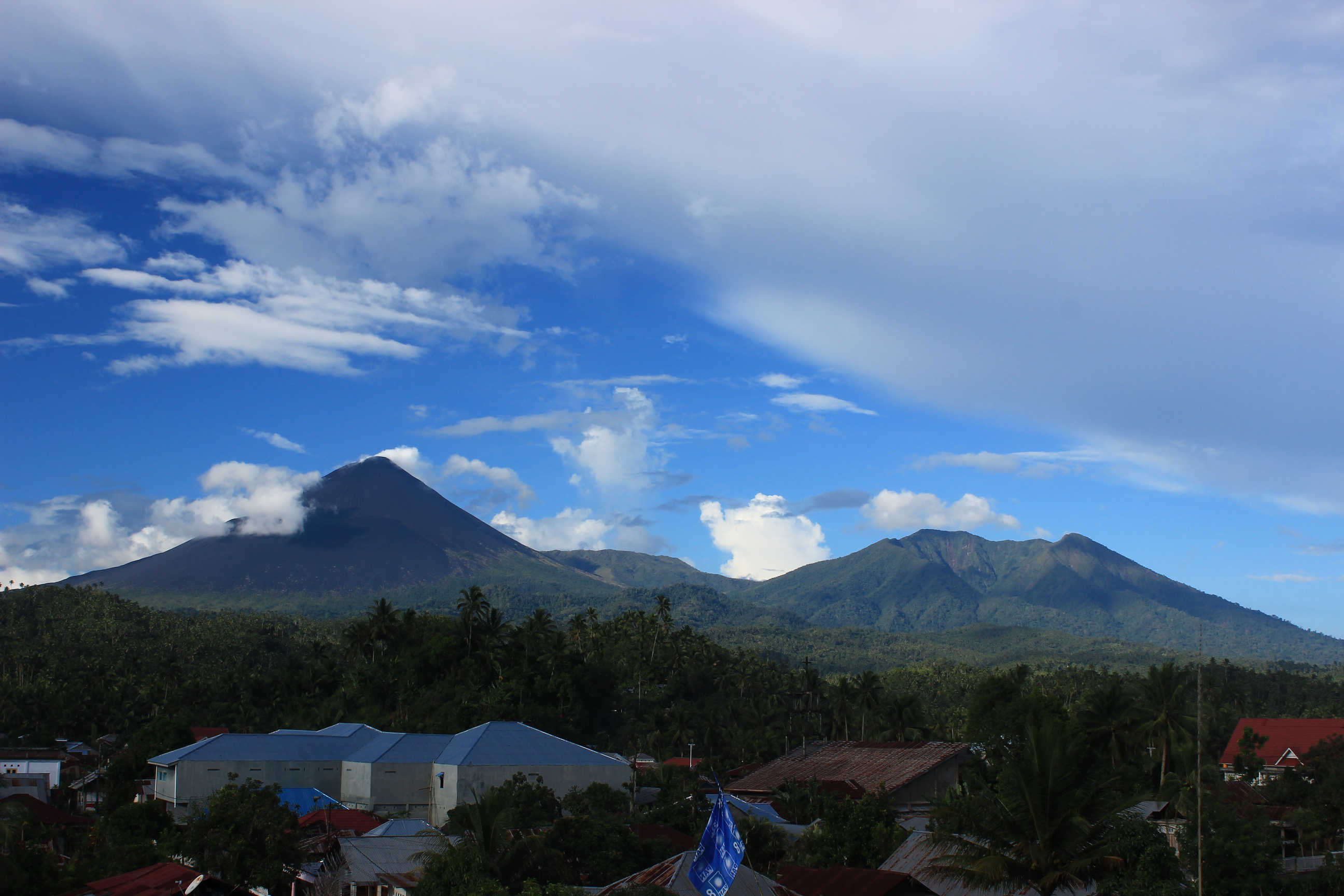
トンバトゥ (Tombatu) 村から望む、ソプタン山（左）とモニンポロク山。